# Aleksander Kamiński

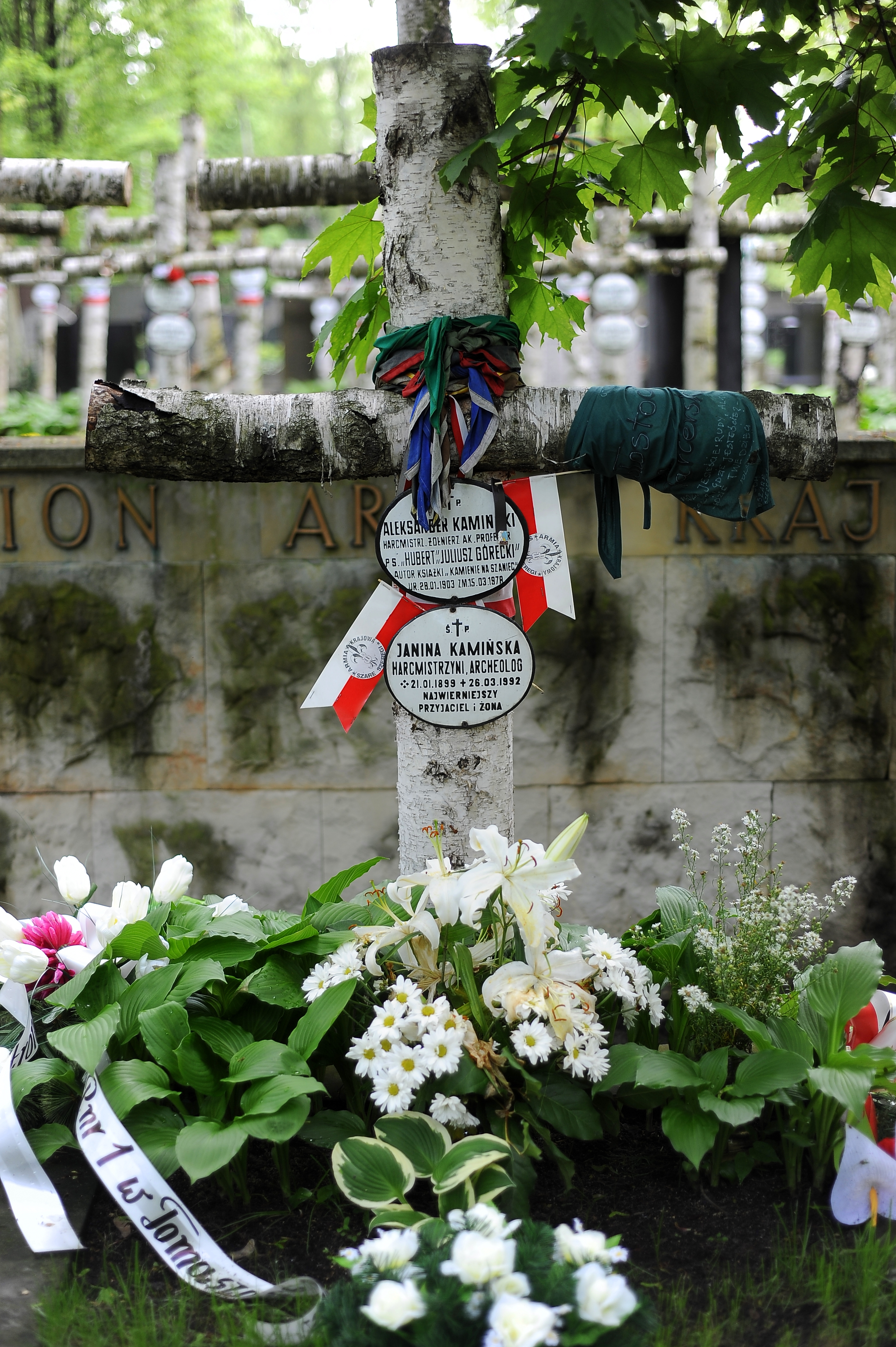
Krzyż na grobie Aleksandra Kamińskiego na warszawskim Cmentarzu Wojskowym na Powązkach

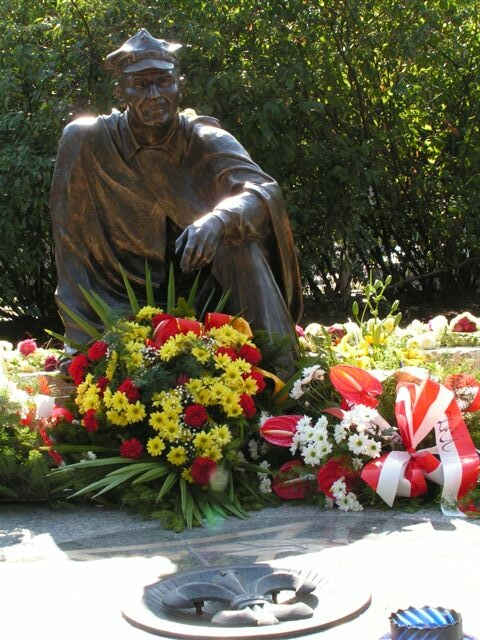
Pomnik Aleksandra Kamińskiego w Łodzi

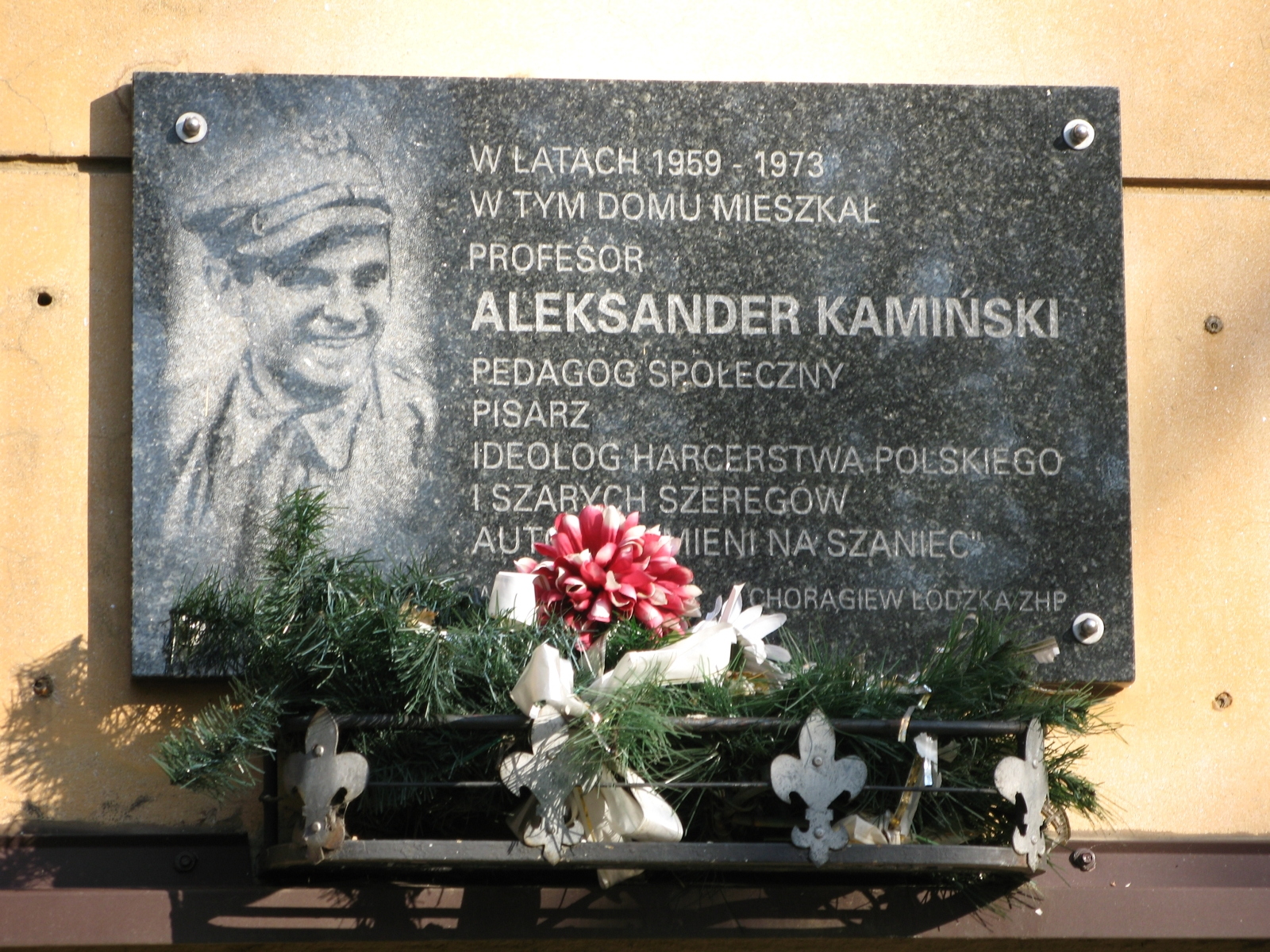
Tablica na budynku przy ul. Aleksandra Kamińskiego 30 w Łodzi

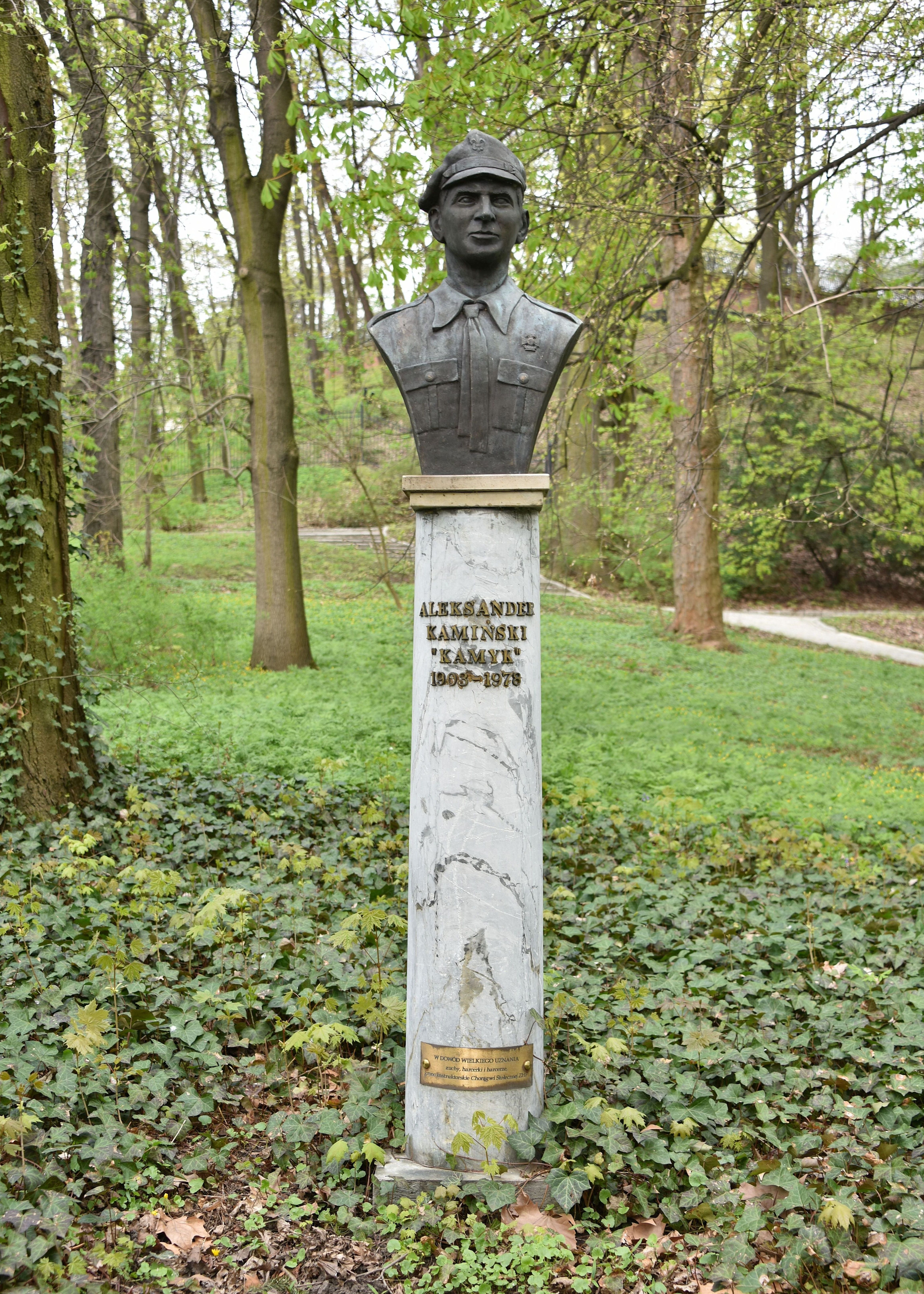
Popiersie Aleksandra Kamińskiego w Łazienkach Królewskich w Warszawie

Aleksander Kamińskiⓘ, przybrane nazwisko: Aleksander Kędzierski, ps. Dąbrowski, J. Dąbrowski, Fabrykant, Faktor, Juliusz Górecki, Hubert, Kamyk, Kaźmierczak, Bambaju (ur. 28 stycznia 1903 w Warszawie, zm. 15 marca 1978 tamże) – polski pedagog, wychowawca, profesor nauk humanistycznych, współtwórca metodyki zuchowej, instruktor harcerski, harcmistrz, żołnierz Armii Krajowej (AK) oraz jeden z ideowych przywódców Szarych Szeregów, przewodniczący Prezydium Rady Naczelnej Związku Harcerstwa Polskiego. Autor książki Kamienie na szaniec.

## Życiorys

### Dzieciństwo i młodość
Urodzony w Warszawie, syn Jana Kamińskiego (farmaceuty) i Petroneli z domu Kaźmierczak. W 1905 wyjechał wraz z rodzicami do Kijowa, gdzie ukończył rosyjską 4-klasową szkołę powszechną, potem w 1914 przeniósł się do Rostowa, a w 1916 do Humania.
Trudne warunki materialne (jego ojciec zmarł w 1910) sprawiły, że już od 1916 pracował jako goniec w banku. Od stycznia 1918 członek 1. Męskiej Drużyny Skautowej im. Tadeusza Kościuszki w Humaniu. Był tam potem kolejno zastępowym, przybocznym, od lata 1919 drużynowym i przybocznym hufca, a od maja 1920 jednocześnie kierował całym Gniazdem Humańskim (obejmującym drużyny harcerek i harcerzy).
Od 1918 uczeń polskiej szkoły średniej w Humaniu.
Po powrocie do kraju (w marcu 1921) kontynuował naukę w Gimnazjum Kazimierza Kulwiecia w Warszawie, otrzymując tu w czerwcu 1922 świadectwo dojrzałości. Następnie studiował historię i archeologię na Uniwersytecie Warszawskim i w styczniu 1928 uzyskał dyplom magistra.
W czasie studiów nadal pracował zarobkowo: od 1922 był pomocnikiem wychowawcy, wychowawcą, potem kierownikiem bursy RGO im. 3 Maja w Pruszkowie, od 1929 nauczycielem historii w Gimnazjum im. św. Stanisława Kostki w Warszawie, a od 1930 do 1931 kierownikiem bursy Związku Osadników Wojskowych dla młodzieży szkół zawodowych przy ul. Młocińskiej. Współzałożyciel i następnie członek władz Związku Zawodowego Wychowawców.

### Dwudziestolecie międzywojenne
Aleksander Kamiński kontynuował także działalność w ZHP. Rozkazem Naczelnictwa z 3 października 1922 mianowany przodownikiem z zaliczeniem służby od sierpnia 1921, rozkazem z 30 czerwca 1924 został mianowany podharcmistrzem. Po zmianie nazw stopni harcerskich (w grudniu 1927) – harcmistrz. Od 1923 był drużynowym I Pruszkowskiej Drużyny Harcerzy im. Stefana Czarnieckiego (w 1930 Komenda Chorągwi zmienia nazwę i numer na 14 Mazowiecką Drużynę Harcerską im. Stefana Czarnieckiego; ma to związek z ujednoliceniem numeracji i nazw drużyn) i III Pruszkowskiej Drużyny Harcerzy im. Tomasza Zana. Pełnił również obowiązki zastępcy komendanta hufca. Prowadził stałą rubrykę pt. „Życie harcerskie” w piśmie „Echo Pruszkowskie”.
W latach 1925–1927 komendant Hufca Pruszkowskiego, a od jesieni 1928 do grudnia 1929 komendant Chorągwi Mazowieckiej ZHP. Jednocześnie od września 1928 do czerwca 1929 drużynowy VI Warszawskiej Drużyny Harcerzy im. gen. Jana Henryka Dąbrowskiego. Od 1931 kierownik referatu drużyn mniejszościowych w Głównej Kwaterze Harcerzy, był także przewodniczącym KC Związku Żydowskich Drużyn Harcerskich i Gromad Zuchowych.
W 1930 roku poślubił Janinę Agnieszkę z domu Sokołowską (ur. 1899 w Jabłonnej), córkę Jana i Józefy z domu Kędzierskiej.
Twórca metodyki zuchowej (przy współpracy z Jadwigą Zwolakowską). Autor powieści, stanowiących równocześnie podręczniki metodyczne dla instruktorów zuchowych w Organizacji Harcerzy ZHP: „Antek Cwaniak” (1932), „Książka wodza zuchów” (1933) i „Krąg rady” (1935).
Kierownik Wydziału Zuchów w Głównej Kwaterze Harcerzy pozostawał do września 1937 (z przerwą od kwietnia do września 1933). Od września 1933 jednocześnie komendant Szkoły Instruktorów Zuchowych w Nierodzimiu na Śląsku Cieszyńskim, a od maja 1937 aż do wybuchu wojny kierownik Ośrodka Harcerskiego w pobliskich Górkach Wielkich koło Skoczowa (do tego ośrodka, założonego w wykupionym przez wojewodę śląskiego Michała Grażyńskiego majątku rodzinnym Zofii Kossak, włączono Szkołę Instruktorów Zuchowych) i kierownik Wydziału Kształcenia Starszyzny Harcerskiej w Głównej Kwaterze ZHP.
W lipcu 1934 prowadził międzynarodowy kurs zuchowy w Brennej (Beskid Śląski), a w lipcu 1938 stanął na czele polskiej delegacji na międzynarodową konferencję instruktorów zuchowych w Gilwell Wielka Brytania. Uczestnik Jamboree w Wielkiej Brytanii 1929, na Węgrzech 1933 i w Holandii 1937 oraz Międzynarodowej Konferencji Zuchowej w lipcu 1939 w Edynburgu (następna taka konferencja miała odbyć się już w Polsce).

### II wojna światowa
Po wybuchu wojny ewakuowany we wrześniu 1939 ze Śląska, około 12 września przybył do Warszawy i wszedł w skład Komendy Pogotowia Harcerzy, a po kapitulacji stolicy kierował prowizorycznym domem dziecka dla dzieci osieroconych podczas oblężenia Warszawy.
W konspiracji od października 1939, członek ścisłej Głównej Kwatery („Pasieka”) Szarych Szeregów. Od tegoż miesiąca czynny także w SZP. Inicjator, organizator i następnie redaktor naczelny „Biuletynu Informacyjnego” (wydawanego od 5 listopada 1939 tygodniowego organu Okręgu Warszawa-Miasto SZP-ZWZ-AK, a od wiosny 1941 centralnego organu prasowego Komendy Głównej AK, najważniejszego pisma konspiracyjnego w okupowanej Polsce – nakład do 47 tys. egz.). Używał tu pseudonimu „Kaźmierczak”, a od listopada 1942 „Hubert”, a także „Fabrykant”, „Kamyk”. Był także autorem większości artykułów wstępnych w „Biuletynie Informacyjnym”. Przez pierwsze sześć miesięcy ukazywania się „Biuletynu” mieszkał w lokalu swej znajomej i współpracowniczki redakcyjnej Zofii Kossak na Powiślu, dopiero po utworzeniu Biura Informacji i Propagandy Komendy Głównej Związku Walki Zbrojnej przeniósł się wiosną 1940 na Żoliborz.

Prawdopodobnie był autorem tekstu „Tylko świnie siedzą w kinie”, który ukazał się 5 marca 1942 roku w „Biuletynie Informacyjnym”. Tytuł artykułu stał się hasłem, które wypisywano na murach kin, w których wizyty uznawano za akt kolaboracji.
Na łamach „Przeglądu Propagandowego” (1943 nr 2) pod pseudonimem „Hubert” zamieścił artykuł „Podstawy ideowe propagandy wojskowej”.
Jednocześnie od kwietnia 1941 po kpt. Zygmuncie Hemplu szef BiP Komendy Okręgu Warszawa-Miasto ZWZ – Okręg Warszawa AK pod pseudonimem „Faktor”, a od listopada 1942 – „Fabrykant”. Utworzył tu m.in. komórkę „Sztuka”, zajmującą się w środowisku artystycznym inicjowaniem dzieł, rozprowadzanych lub wystawianych już w czasie okupacji (teatr kukiełkowy, karykatury, piosenki). Zorganizował i następnie nadzorował prace Komisji Propagandy (KOPR), firmującej od wiosny 1942 całość produkcji wydawniczej BiP Komendy Okręgu Warszawa AK. Szefem BiP Komendy Okręgu Warszawa AK pozostawał do czerwca 1944.
Równocześnie od 1941 do wybuchu powstania warszawskiego pod pseudonimem „Hubert” był referentem kontrwywiadu Oddziału II Komendy Głównej ZWZ-AK.
Twórca koncepcji, założyciel i od grudnia 1940 pod pseudonimem „Dąbrowski” komendant główny Organizacji Małego Sabotażu „Wawer”. W tym czasie napisał artykuł „Mały sabotaż” („Biuletyn Informacyjny”, 1 września 1940). Najbardziej znane i widoczne efekty działalności „Wawra” to m.in. rysunki „kotwicy” Polski Walczącej i znaki „V”, antyniemieckie napisy w miejscach publicznych, kolportaż ulotek, gazowanie kin, akcje megafonowe. Osobiście uczestniczył w pierwszej serii takich akcji – w wybijaniu witryn wystawowych fotografów, eksponujących zdjęcia umundurowanych Niemców (5 grudnia 1940).
Autor jednej z najbardziej znanych książek okupowanej Warszawy –  „Kamieni na szaniec” – która ukazała się po raz pierwszy w lipcu 1943 pod tytułem „Kamienie na szaniec. Opowiadanie o Wojtku i Czarnym” pod pseudonimem „Juliusz Górecki”. Kamiński napisał książkę na podstawie relacji Tadeusza „Zośki” Zawadzkiego o kolegach z 23. Warszawskiej Drużyny Harcerskiej m.in. Janie Bytnarze i Aleksym Dawidowskim, napisanej po akcji pod Arsenałem w kwietniu 1943. 
Był on również autorem „Wielkiej Gry” (wydanie I w 1942 na rozkaz Komendy Głównej AK zostało zniszczone jako dekonspirujące metody walki konspiracyjnej, wydania II nie zdążono rozkolportować z powodu wybuchu powstania warszawskiego, wydanie III – Warszawa 1983) i „Przodownika. Podręcznika dla kierowników oddziałów Zawiszy” (cz. 1–2, grudzień 1942, wyd. II 1943, wyd. III 1944).
W kwietniu 1944 został umieszczony przez kontrwywiad NSZ-ONR na jednej z tzw. list proskrypcyjnych. Zawierały one nazwiska osób podejrzanych o sympatie lewicowe, działalność komunistyczną i/lub żydowskie pochodzenie. Umieszczenie na takiej liście mogło mieć tragiczne konsekwencje, m.in. znajdujący się na pierwszym miejscu innej, liczącej 52 nazwiska, listy proskrypcyjnej prof. Ludwik Widerszal, szef Podwydziału „Z” (ziemie zachodnie i wschodnie) Biura Informacji i Propagandy KG AK, opisany jako „Żyd, uczeń Handelsmana, historyk, komunista”, został zamordowany 13 czerwca 1944 w swoim mieszkaniu przy ul. Asfaltowej 17 w Warszawie przez oddział Andrzeja Popławskiego „Sudeczki“. W dokumencie NSZ-ONR wskazanie Aleksandra Kamińskiego jako osoby do likwidacji uzasadniono następująco:

Kamiński Aleksander, harcmistrz, przed wojną kierownik szkoły »Zuchów« na Śląsku w Górkach Wielkich. Żydofil, zawsze skłaniał się do skrajnej lewicy-komuny. Niepewne pochodzenie matki (Żydówka lub Francuzka, wzgl. Żydówka francuska). Kamiński jest niedużym brunetem, o ciemnych oczach, bardzo ruchliwy i nerwowy, bystra inteligencja (główny autor »Wielkiej Gry«). Kamiński jest za mądry, aby oficjalnie wstąpić do organiz. komun. i przez to stracić kontakt z organiz. polsk. Natomiast na podstawie informacji od ludzi blisko i dobrze go znających (jeszcze przed 1939 r.) należy wnioskować, że dąży on do ustroju komun. w Polsce, ten ustrój bowiem najbardziej mu odpowiada. K. jest nadal redaktorem B. Inf. Kamiński miał kontakty z grupą »Wawer«, do której należało dużo młodzieży o zabarwieniu komun. W grupie »Wawer« współpracowali m.in. na stanowiskach kierowniczych zdecydowani komuniści małż. Cetnarowiczowie, Kazimierz i Halina, z d. Szpiglówna-żydówka, z którymi właśnie Kamiński utrzymywał b. zażyłe i bliskie stosunki. Z Kamińskim utrzymywała b. bliskie stosunki (jeszcze przed 1939 r.) niejaka Zawracka z Pruszkowa (podejrzana o sympatie komun. – niewyjaśnione źródła dochodu, wraz z 4-ma córkami znajdowała się w b. dobrych warunkach materialnych, nigdzie nie zarobkując), która znów »powsadzała« do RGO (na posady płatne) wiele osób pochodzenia żydowskiego. Z Kamińskim i Zawracką pozostawała w bliskich stosunkach Aszkenazówna (ostatnio podobno została schwytana i rozstrzelana przez G-po).

W rzeczywistości oboje rodzice Kamińskiego byli Polakami, a przyczyną wydania na niego wyroku śmierci przez NSZ-ONR był – podobnie jak w przypadku znajdującej się na tej samej liście proskrypcyjnej Ireny Sendlerowej – udział w akcji ratowania Żydów.
Według Sebastiana Bojemskiego wspomniany materiał nie był listą proskrypcyjną, ale formą sprawdzenia, na ile dana organizacja stanowiła zagrożenie dla Polskiego Państwa Podziemnego w obliczu nadchodzącej Armii Czerwonej i nowej okupacji. Jednak NSZ-ONR nie był częścią Polskiego Państwa Podziemnego, nie uznawał go i tym samym nie miał legitymacji na działalność w imieniu państwa polskiego.
Osobą Aleksandra Kamińskiego interesowały się także przedrozłamowe Narodowe Siły Zbrojne. W zachowanym dokumencie kontrwywiadu NSZ z września 1942, zatytułowanym „Żydzi w Zuzannie” („Zuzanna” jest tu kryptonimem Armii Krajowej lub jej Biura Informacji i Propagandy) znalazła się następująca wzmianka na jego temat: „Ściśle poufne: redaktorem Biuletynu Informacyjnego jest 5, dawny działacz harcerski na Śląsku, podejrzany o współpracę z Komuną. Sprawa w rozpracowaniu”. Aleksander Kamiński pojawił się, co ciekawe, jako „zwolennik komunizmu” mniej więcej w tym samym czasie w raporcie komórki wywiadu AK „Lombard” dla Komendy Głównej Armii Krajowej, mniej więcej  z 9 września 1942. Komórka „Lombard” współpracowała z organizacją Miecz i Pług, kierowaną w latach 1940–1943 przez agentów Gestapo.
Insynuacje czyniące z Kamińskiego zwolennika komunizmu czy kryptokomunistę obalił w 2000 r. historyk Andrzej Kunert. W wydanej wówczas reedycji „Wielkiej Gry” ujawnił on fakt, że Kamiński nie tylko nie miał sympatii komunistycznych, ale od 1941 do wybuchu powstania warszawskiego był referentem w specjalnej komórce 999, noszącej – od pseudonimu jej szefa Stanisława Ostoi-Chrostowskiego – kryptonim Korweta, której zadaniem była działalność antykomunistyczna.
Podczas powstania warszawskiego nadal był redaktorem naczelnym „Biuletynu Informacyjnego” (wówczas już wydawanego jawnie jako dziennik) aż do ostatniego powstańczego numeru z 4 października 1944. 2 sierpnia 1944 ostrzegał ocalonych z powstania w getcie Marka Edelmana i Szymona Ratajzera, że Żydowska Organizacja Bojowa nie powinna w tym momencie przyłączać się do AK, bo po jej rozszerzeniu o NSZ nie będą w jej szeregach bezpieczni. Radził im wstąpienie do Armii Ludowej.
30 września 1944 szef BiP KG AK płk Jan Rzepecki pseudonim Prezes, wystąpił z wnioskiem o awansowanie go do stopnia podporucznika rezerwy WP. Po kapitulacji powstania warszawskiego nie uczestniczył już w działalności konspiracyjnej.

### Okres powojenny
W latach 1945−1950 asystent w katedrach pedagogiki społecznej i pedagogiki ogólnej w nowo utworzonym Uniwersytecie Łódzkim. W 1947 uzyskał stopień doktora filozofii po obronie rozprawy „Metoda harcerska w wychowaniu i nauczaniu szkolnym”.
Nadal czynny w ZHP: od stycznia 1946 był członkiem Komisji Ideologicznej i Prawa i Przyrzeczenia Harcerskiego. Zarządzeniem z 12 stycznia 1946 został powołany w skład Tymczasowej Naczelnej Rady Harcerskiej, a od marca 1946 był II wiceprzewodniczącym ZHP. W 1947 pozbawiono go tego stanowiska, a w styczniu 1949 usunięto z przyczyn ideologicznych z ZHP. Z początkiem 1950 usunięty został także z Uniwersytetu Łódzkiego. W 1951 wszystkie jego utwory zostały wycofane z polskich bibliotek oraz objęte cenzurą. Do 1956 był pod obserwacją Urzędu Bezpieczeństwa.
Do pracy harcerskiej powrócił w 1956. Wydarzenia październikowe 1956 przyniosły odnowę i nadzieję na demokratyczne przemiany w kraju. Kamiński uczestniczył w rozmowach na temat sytuacji w harcerstwie i możliwości reaktywowania ZHP. M.in. 26 listopada 1956 spotkał się z grupą instruktorów reprezentujących środowisko krakowskie, finalizujące reaktywowanie ZHP. Ci odmówili mu wsparcia w realizacji jego ówczesnej koncepcji reaktywowania działalności harcerskiej w ramach OHPL, przedstawiając swoje stanowisko (i dowody), że jedynym prawidłowym rozwiązaniem jest reaktywowanie ZHP (co zresztą uczynili 4 grudnia 1956). Wówczas, na początku grudnia, odbył spotkania z 25 instruktorami przedwojennego ZHP. Udał się z nimi na naradę działaczy OHPL w Łodzi, która przekształcała się w „Ogólnopolską Naradę Działaczy Harcerskich” (Krajowy Zjazd Działaczy Harcerskich). Wszedł w skład Naczelnej Rady Harcerskiej, został wybrany na Przewodniczącego NRH.
Na stanowisku przewodniczącego RN Kamiński funkcjonował jednak niespełna półtora roku. Ustąpił pod naciskiem sił, które zmierzały do podporządkowania ideologicznego ZHP Polskiej Zjednoczonej Partii Robotniczej.
W 1958 powrócił do pracy na Uniwersytecie Łódzkim, gdzie od 1962 roku, do 1974 roku kierował Katedrą Pedagogiki Społecznej, osiągając tytuł naukowy profesora. W 1958 był członkiem Ogólnopolskiego Komitetu Frontu Jedności Narodu.
W 1959 habilitował się na podstawie pracy „Prehistoria polskich związków młodzieży”, a w marcu 1969 nadano mu tytuł profesora nadzwyczajnego.
Czynny w Związku Nauczycielstwa Polskiego i w Polskim Związku Higieny Psychicznej, członek Komitetu Nauk Pedagogicznych i Psychologicznych PAN. Na początku lat 70. XX w. na zlecenie ówczesnych władz stworzył raport dotyczący skutków ewentualnego wprowadzenia wolnych sobót.
Po przejściu na emeryturę (1973) wrócił do Warszawy. 
Zmarł 15 marca 1978. Został pochowany na Cmentarzu Wojskowym na Powązkach w Warszawie w kwaterze Harcerskiego Batalionu Armii Krajowej „Zośka” (A20–1–13). Spoczął obok Rudego, Alka i Zośki, tak mu bliskich bohaterów Kamieni na szaniec.
5 maja 1991, za pomoc udzieloną w czasie okupacji członkom organizacji harcerzy żydowskich i żydowskiego ruchu oporu, Instytut Jad Waszem pośmiertnie nadał Aleksandrowi Kamińskiemu tytuł Sprawiedliwego Wśród Narodów Świata.
22 lutego 2008 w Dniu Myśli Braterskiej, podczas uroczystości związanych z objęciem Honorowym Protektoratem 5 organizacji harcerskich, Prezydent RP Lech Kaczyński odznaczył pośmiertnie Aleksandra Kamińskiego Krzyżem Komandorskim Orderu Odrodzenia Polski.

## Życie prywatne
Mąż Janiny Kamińskiej, polskiej archeolog, pedagog i instruktorki Związku Harcerstwa Polskiego, ojciec Ewy Rzetelskiej-Feleszko (profesor językoznawstwa), która była jego jedynym dzieckiem.

## Książki
- Antek Cwaniak (1932, wznowienie w 1984 w ukazującej się w Wydawnictwie „Śląsk” „Bibliotece Szarej Lilijki”),
- Oficer Rzeczypospolitej. Opowiadanie o pułkowniku Lisie-Kuli (1932, Wydawnictwo „Na tropie”. Nakładem Związku Strzeleckiego),
- Książka wodza zuchów (1933, wznowienie w 1984 w „Bibliotece Szarej Lilijki” pod tytułem Książka drużynowego zuchów),
- Andrzej Małkowski (1934),
- Krąg rady (1935),
- Wielka Gra (wydanie I w 1942 na rozkaz KG AK zostało zniszczone jako dekonspirujące metody walki konspiracyjnej, wydania II nie zdążono rozkolportować z powodu wybuchu powstania warszawskiego, wydanie III – Warszawa 1983 [znów konspiracyjne, antydatowane na 1981 – wyd. Niezależne Wydawnictwo Harcerskie], IV w 2000 – ISBN 83-87893-99-4),
- Przodownik. Podręcznik dla kierowników oddziałów Zawiszy (wyd. I, cz. 1-2, grudzień 1942, wyd. II w 1943, wyd. III w 1944),
- Kamienie na szaniec (10 wydań, I w 1943 i II w 1945, pod pseudonimem Juliusz Górecki) ISBN 83-10-10505-3.
- Narodziny dzielności (1947),
- Jaćwież. Terytorium, ludność, stosunki gospodarcze i społeczne, Łódź 1953.
- Józef Grzesiak „Czarny” (1980, wspólnie z Antonim Wasilewskim),
- Zuchy – The Polish Wolf Cubs – podręcznik wydany na konferencję Wilczęcą w Gillwel Park.
- Zośka i Parasol. Opowieść o niektórych ludziach i niektórych akcjach dwóch batalionów harcerskich, Wydawnictwo „Iskry” (wydanie I w 1957) 2011.
- Funkcje pedagogiki społecznej Państwowe Wydawnictwo Naukowe (1974) ISBN 83-01-01705-8

Ponadto w swym dorobku pozostawił 239 prac, ponad 300 artykułów i recenzji.

## Ordery i odznaczenia
- Krzyż Komandorski Orderu Odrodzenia Polski (pośmiertnie, 21 lutego 2008)[32]
- Krzyż Kawalerski Orderu Odrodzenia Polski
- Krzyż Walecznych
- Złoty Krzyż Zasługi z Mieczami (25 lipca 1944)
- Srebrny Krzyż Zasługi (11 listopada 1934)[33]
- Krzyż „Za Zasługi dla ZHP” (pośmiertnie, 1992)
- Medal „Sprawiedliwy Wśród Narodów Świata” (pośmiertnie, 1991)[28]

## Upamiętnienie
W 1980 roku został pośmiertnie uhonorowany nagrodą miasta Łodzi.
Uchwałą z 9 stycznia 2003 Sejm RP zdecydował o ustanowieniu roku 2003 Rokiem Aleksandra Kamińskiego.
24 września 2005 odsłonięto pierwszy w Polsce pomnik hm. Aleksandra Kamińskiego w parku Staromiejskim w Łodzi. W Łodzi – na ścianie domu pod nr 30, przy ulicy noszącej imię Aleksandra Kamińskiego – znajduje się pamiątkowa tablica przypominająca jego łódzkie miejsce zamieszkania. Jego popiersie znajduje się również w Łazienkach Królewskich w Warszawie, w pobliżu Świątyni Egipskiej.
W 2014 jego imię nosiła Chorągiew Łódzka ZHP, Pałac Młodzieży w Katowicach, 15 szkół oraz 27 szczepów, drużyn i hufców harcerskich.